# Норвегия на «Детском Евровидении — 2003»
Норвегия дебютировала на «Детском Евровидении — 2003», проходившем в Копенгагене, Дания, 15 ноября 2003 года. На конкурсе страну представил дуэт 2U с песней «Sinnsykt gal forelsket», выступивший восьмым. Он занял тринадцатое место, набрав 18 баллов.

## Национальный отбор
700 песен было прислано в NRK, и 10 из них были выбран для национального отбора, который прошёл 6 сентября 2003 года. Ведущим отбора был Стиан Барснес-Симонсен. Победитель был определён телеголосованием.
| Melodi Grand Prix Junior 2003 — 6 сентября 2003 | Melodi Grand Prix Junior 2003 — 6 сентября 2003 | Melodi Grand Prix Junior 2003 — 6 сентября 2003 | Melodi Grand Prix Junior 2003 — 6 сентября 2003 | Melodi Grand Prix Junior 2003 — 6 сентября 2003 |
| №                                               | Артист                                          | Песня                                           | Место                                           | Баллы                                           |
| ----------------------------------------------- | ----------------------------------------------- | ----------------------------------------------- | ----------------------------------------------- | ----------------------------------------------- |
| 01                                              | Кьерсти Палм Рейтан                             | «Et nytt håp»                                   | —                                               | —                                               |
| 02                                              | Атле Петтерсен и Стин Сесилия Хиллестад         | «Hekta på brett»                                | —                                               | —                                               |
| 03                                              | Spiri2                                          | «Han er min»                                    | 3                                               | 11546                                           |
| 04                                              | Scholastika                                     | «Hun var så pissed off»                         | 2                                               | 14434                                           |
| 05                                              | 2U                                              | «Sinnsykt gal forelsket»                        | 1                                               | 22596                                           |
| 06                                              | Кая Бремнес                                     | «RØDT»                                          | —                                               | —                                               |
| 07                                              | Александра Сиссенер                             | «Jeg vet en dag»                                | —                                               | —                                               |
| 08                                              | Cold Breeze                                     | «Som olje i vann»                               | —                                               | —                                               |
| 09                                              | Тина Даль                                       | «En sjanse til»                                 | —                                               | —                                               |
| 10                                              | Hidden Soul                                     | «CANIS LUPUS»                                   | 4                                               | 11163                                           |

## На «Детском Евровидении»
Финал конкурса транслировал телеканал NRK1, комментатором которого был Стиан Барснес-Симонсен. Дуэт 2U выступил под восьмым номером перед Испанией и после Польши, и занял тринадцатое место, набрав 18 баллов.

## Голосование[6]
| Баллы     | Страна             |
| --------- | ------------------ |
| 12 баллов |                    |
| 10 баллов |                    |
| 8 баллов  |                    |
| 7 баллов  |                    |
| 6 баллов  |                    |
| 5 баллов  | Испания            |
| 4 балла   | Швеция             |
| 3 балла   | Дания Латвия       |
| 2 балла   | Северная Македония |
| 1 балл    | Хорватия           |

| Баллы     | Страна         |
| --------- | -------------- |
| 12 баллов | Хорватия       |
| 10 баллов | Белоруссия     |
| 8 баллов  | Дания          |
| 7 баллов  | Греция         |
| 6 баллов  | Испания        |
| 5 баллов  | Великобритания |
| 4 балла   | Бельгия        |
| 3 балла   | Латвия         |
| 2 балла   | Швеция         |
| 1 балл    | Кипр           |